# 시트라섬
시트라(아랍어: سترة 또는 سِتْرَة, As-Sitra), 다른 이름으로 시트라흐 (Sitrah, (아랍어: Jazīrat Sitrah) 혹은
시트라섬(아랍어: Jazīrat as-Sitra)은 바레인의 섬이다. 바레인섬에 있는 바레인국의 수도인 마나마와 51km 떨어진 곳에 위치해 있다.

## 역사
1782년, 비축품을 사러 이곳으로 온 칼리파들이 지역민들과 갈등을 빚어 충돌이 벌어졌다. 이로 인해 양쪽 진영이 모두 패퇴하는 결과를 맺었다.
한떼 시트라섬에는 시아파와 수니파 신자가 서로 공존했었다. 수니파 주민들 (시트라 서쪽 살바 지역의 마을에서 살았던 부아이나인족을 포함)은 1920년대 초에 사라졌는데 대부분 천연두로 죽거나 본토로 이주했다.
시트라섬에 마지막으로 남아있었던 수니파 모스크인 마스지드 알무기라 이븐 수흐바도 시아파 신자들이 항의하며 모스크를 파괴한다는 보도가 잇따르면서 2011년에 철거됐다.

## 지리
시트라섬은 페르시아만의 바레인섬 바로 서쪽에 자리잡고 있다. 마나마와 나비흐살레흐 섬과는 남쪽 방향에 있다. 섬 서부 해안가는 투블리만의 경계를 이룬다. 대체로 야자나무숲과 그 재배지로 뒤덮여 있으며 식수는 샘에서 얻는다. 또 서부 해안가를 따라 맹그로브가 자라지만 개발로 인해 거의 사라진 상태다.

## 도시
시트라섬의 인구는 역사가 깊은 아홈 마을에 대다수가 집중 분포하고 있다.
- 와드얀
- 카리지야
- 마르쿠반
- 가르야
- 마하자
- 수팔라
- 아불아이쉬
- 할랏움알바이드 (요트 클럽과 알반다르 리조트가 위치한 곳)
- 함리야

시트라섬은 이스트 시트라라는 대규모 토지 개간 프로젝트를 통해 섬의 면적을 50%까지 늘리고 그곳에 신도시를 건설했다.
시트라의 인구는 대다수가 시아파 무슬림인 바레인인으로, 남아시아 소수민족도 분포하고 있다. 아랍의 봄 이전까지는 수니파 인구가 많았다.

## 경제
시트라섬의 경제는 주로 농업과 어업에 집중되어 있다. 섬 북부는 산업 지대로 바뀌어 있다. 밥코 사의 유양지는 섬 남부에 위치해 있다. 시트라는 42km 길이의 다흐란-시트라 천연가스 파이프라인의 종점이기도 하다. 이 파이프라인은 사우디아라비아의 다흐란과 연결된다.
시트라가 개발되면서 자동차나 가구 전시장도 여럿 생겼다. 한편 시트라 클럽은 도내 문화 스포츠 클럽으로 활동하고 있다.
오늘날 시트라는 바레인 전체의 석유 생산을 좌우하고 있다. 사우디아라비아 북부에서 시추된 석유를 수출하는 항만도 이곳에 위치해 있다.

## 교육과 교통
시트라에는 여러 학교 캠퍼스가 입지해 있다. 알누르 국제학교와 인도 학교, 그리고 바레인 응용과학대학교가 이곳에 있다.
시트라 둑길은 섬 북부와 나비흐살레흐섬, 바레인섬의 움알하삼(마나마)를 잇는다. 시트라 서남쪽에 있는 작은 다리도 바레인섬의 마하메르와 에케르 마을을 이어준다.

## 그림

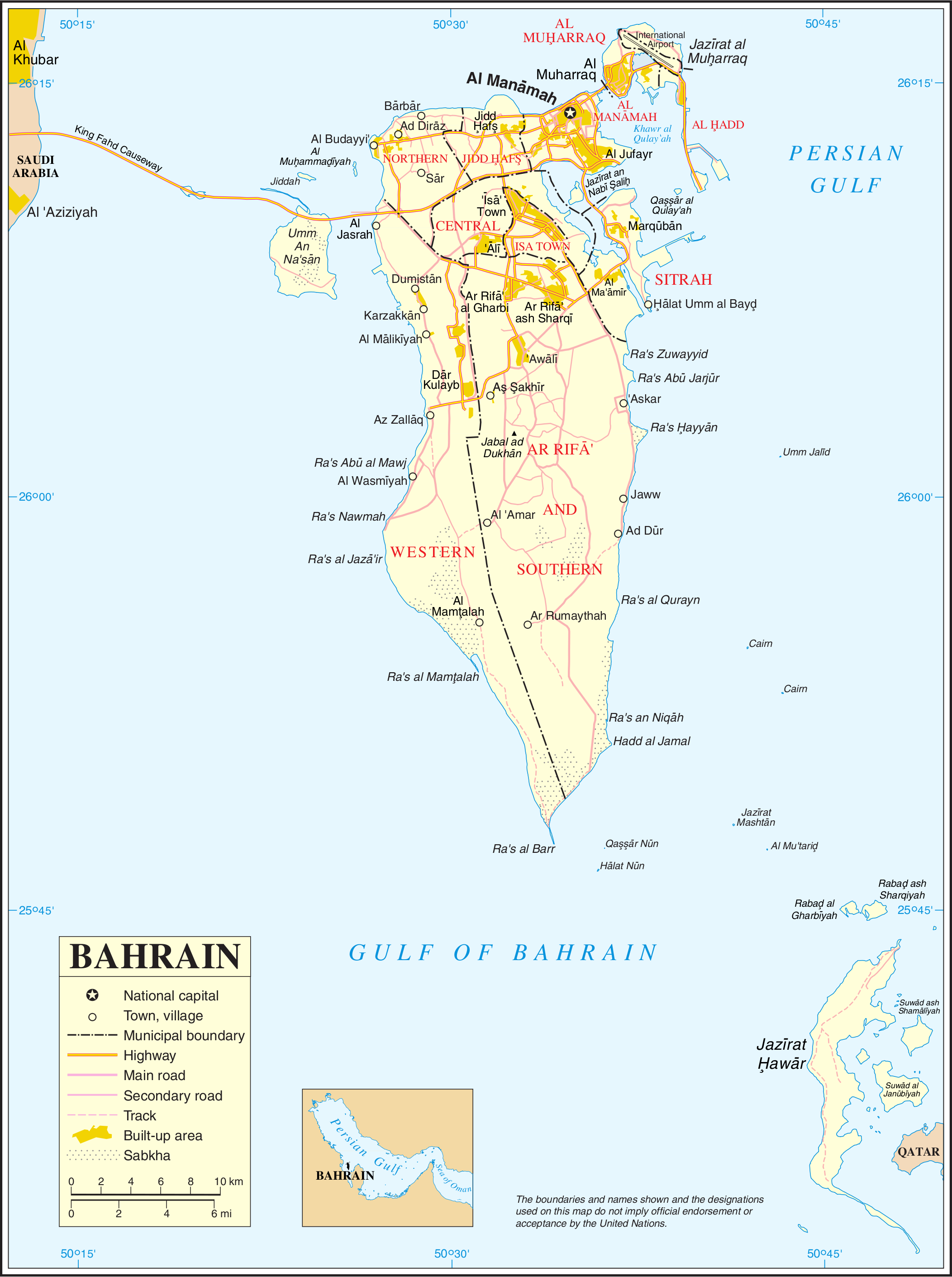
지도
행정구역도
행정구역상 위치
행정구역상 위치
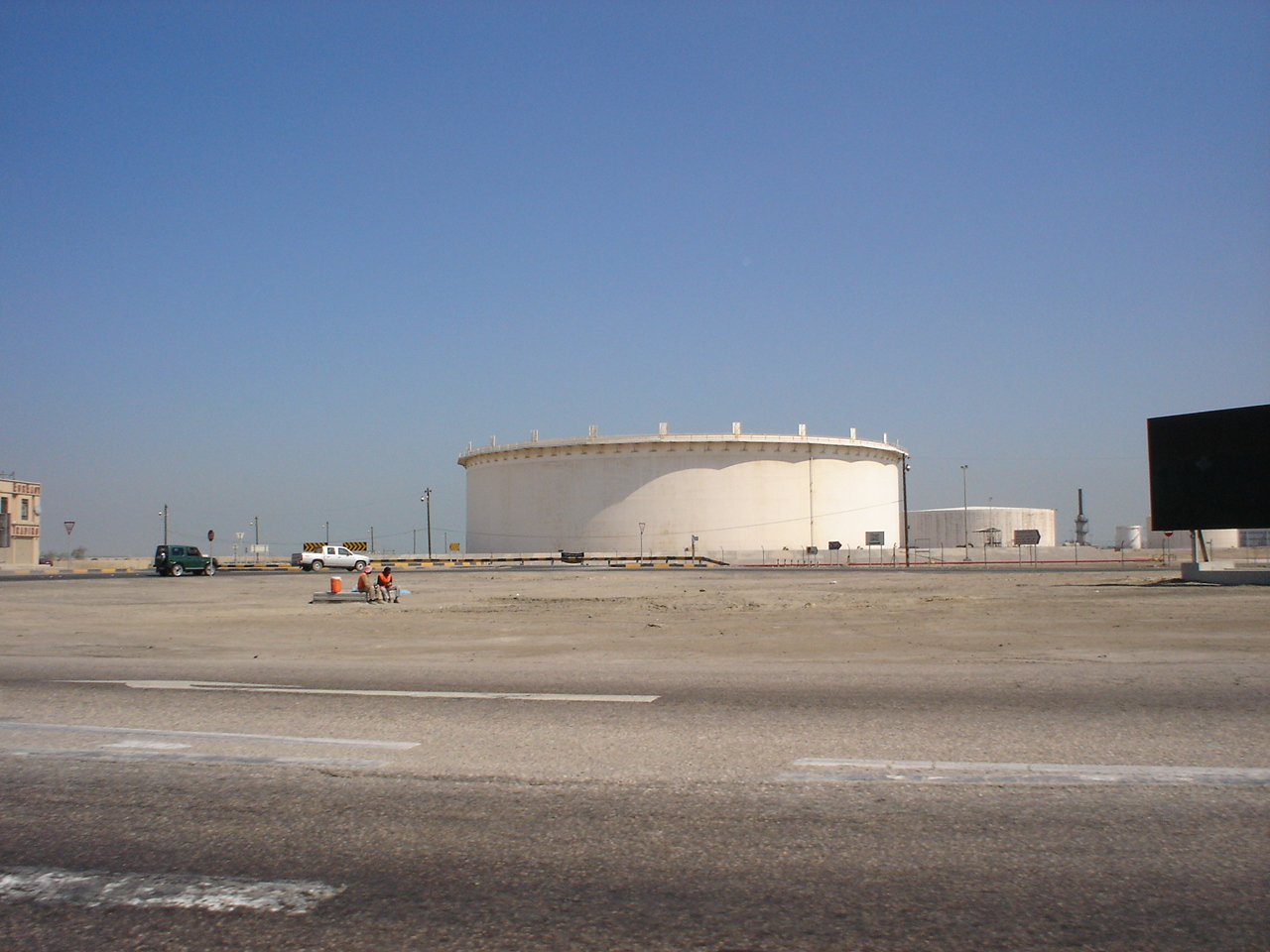
밥코 바레인의 시트라 저류앙
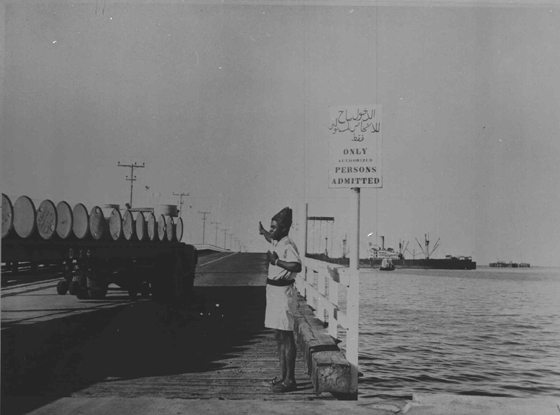
1940년 시트라 부두의 제4번 선대
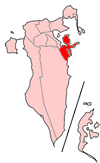
시트라 시의 위치
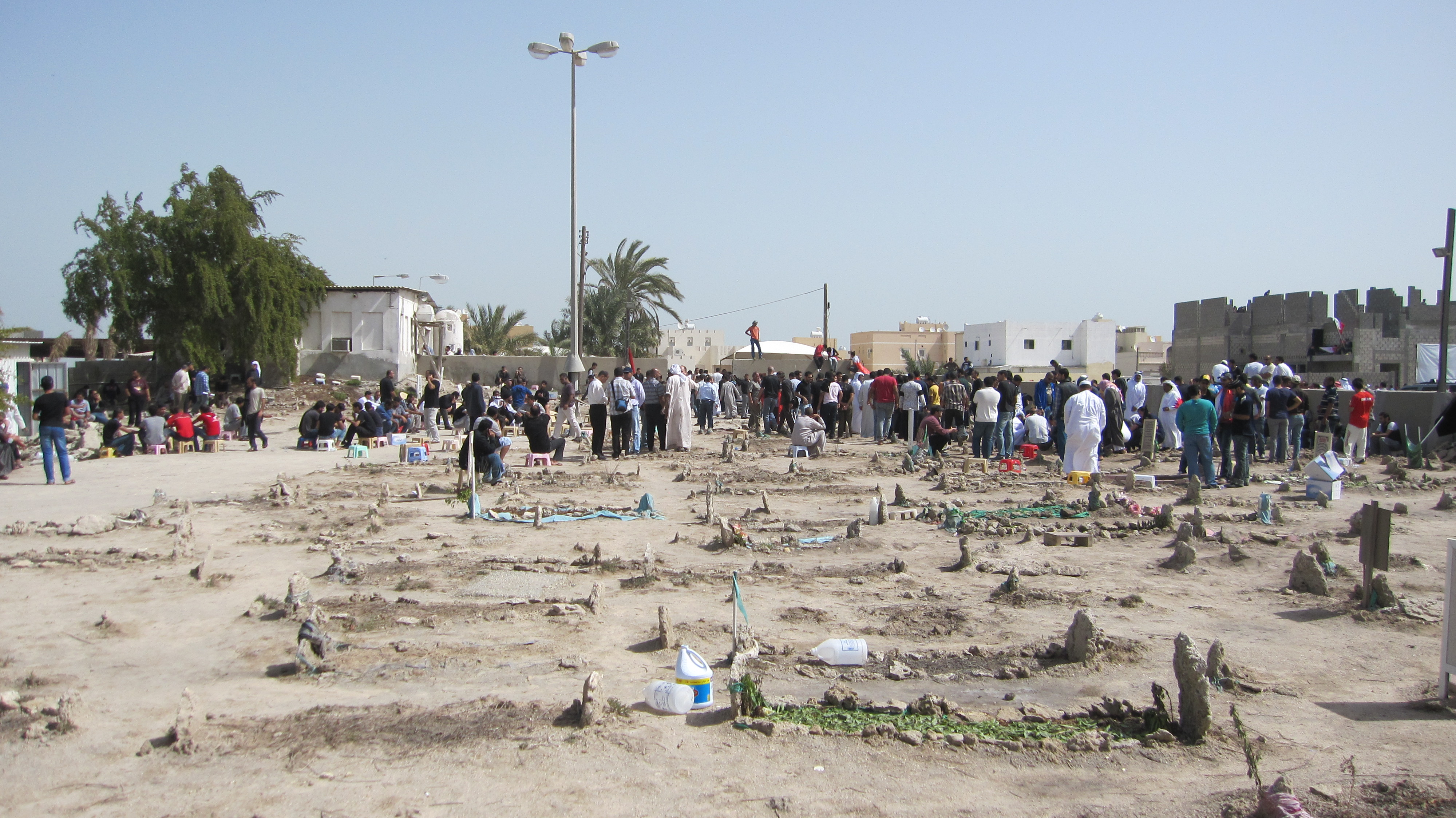
시트라 묘지
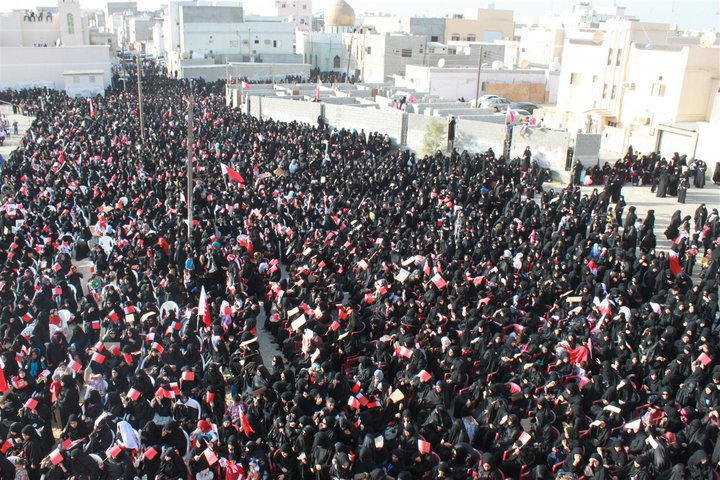
시트라에서 민주주의 시위에 나선 여성들
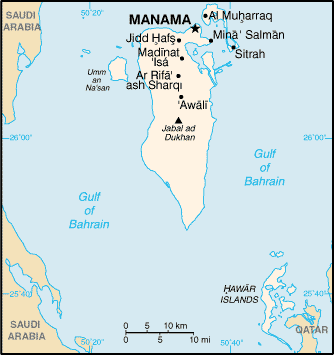
바레인 마나마 동쪽 시트라의 위치

## 참고 서적
- 〈Bahrein Islands〉, 《Encyclopædia Britannica, 11th ed., Vol. III》, Cambridge: Cambridge University Press, 1911, 212쪽.